# 홍어목
홍어목(Rajiformes) 또는 가오리목은 연골어류 목의 하나이다.

## 하위 분류
홍어목에는 다음 네 과로 나뉜다.
- 아나칸토바티스과 (Anacanthobatidae) von Bonde & Swart, 1923
- 아린코바티스과 (Arhynchobatidae) Fowler, 1934
- 홍어과 또는 가오리과 (Rajidae) de Blainville, 1816
- 수구리과 (Rhinidae)
- 가래상어과 (Rhinobatidae) Bonaparte, 1835